# Matti Salonen
Matti Salonen (Turku, 1 de octubre de 1940) fue un piloto de motociclismo finlandés, que estuvo compitiendo en el Campeonato del Mundo de Motociclismo desde la temporada 1963 hasta 1976. Su mejor año fue en 1973 donde acabó noveno en la clasificación general de la cilindrada de 125cc justo por delante de su hermano Pentti Salonen.

## Resultados en el Campeonato del Mundo
Sistema de puntuación desde 1950 hasta 1968:
| Posición | 1.º | 2.º | 3.º | 4.º | 5.º | 6.º |
| Puntos   | 8   | 6   | 4   | 3   | 2   | 1   |

Sistema de puntuación desde 1950 hasta 1968:
| Posición | 1.º | 2.º | 3.º | 4.º | 5.º | 6.º |
| Puntos   | 8   | 6   | 4   | 3   | 2   | 1   |

(Carreras en negrita indica pole position, carreras en cursiva indica vuelta rápida)

### Carreras por año
| Año  | Cat.  | Moto    | 1       | 2       | 3       | 4      | 5     | 6       | 7      | 8       | 9       | 10      | 11      | 12    | 13    | Pos. | Pts. |
| ---- | ----- | ------- | ------- | ------- | ------- | ------ | ----- | ------- | ------ | ------- | ------- | ------- | ------- | ----- | ----- | ---- | ---- |
| 1963 | 50cc  | Pyrkijä | ESP -   | GER -   | IOM -   | NED -  | BEL - | ULS -   |        | FIN 6   |         | ARG -   | JPN -   |       |       | 18.º | 1    |
| 1964 | 50cc  | Pyrkijä | USA -   | ESP -   | FRA -   | IOM -  | NED - | BEL -   | GER -  |         |         | FIN 10  |         |       |       | -    | 0    |
| 1965 | 350cc | AJS     |         | GER -   |         |        | IOM - | NED -   |        | RDA -   | CZE -   | ULS -   | FIN Ret | NAT - | JPN - | -    | 0    |
| 1966 | 250cc | Yamaha  | ESP -   | GER -   | FRA -   | NED -  | BEL - | RDA -   | CZE -  | FIN Ret | ULS -   | IOM -   | NAT -   | JPN - |       | -    | 0    |
| 1967 | 250cc | Yamaha  | ESP -   | GER -   | FRA -   | IOM -  | NED - | BEL -   | RDA -  | CZE -   | FIN Ret | ULS -   | NAT -   | CAN - | JPN - | -    | 0    |
| 1968 | 250cc | Yamaha  | GER -   | ESP -   | IOM -   | NED -  | BEL - | RDA -   | CZE -  | FIN Ret | ULS -   | NAT -   |         |       |       | -    | 0    |
| 1969 | 250cc | Yamaha  | ESP -   | ALE -   | FRA -   | IOM -  | NED - | BEL -   | RDA 13 | CHE -   | FIN 10  | ULS -   | NAC -   | YUG - |       | -    | 0    |
| 1970 | 125cc | Yamaha  | GER Ret | FRA 14  | YUG -   | IOM -  | NED - | BEL -   | DDR -  | CZE -   | FIN 5   |         | NAT -   | ESP - |       | 28.º | 6    |
| 1970 | 250cc | Yamaha  | GER Ret | FRA Ret | YUG -   | IOM -  | NED - | BEL -   | DDR -  | CZE -   | FIN -   | ULS -   | NAT -   | ESP - |       | -    | 0    |
| 1971 | 125cc | Yamaha  | AUT -   | GER -   | IOM -   | NED 9  | BEL - | DDR -   | CZE -  | SWE 7   | FIN -   | ULS -   | NAT -   | ESP - |       | 18.º | 6    |
| 1971 | 500cc | Yamaha  | AUT -   | GER -   | IOM -   | NED -  | BEL - | DDR Ret |        | SWE 19  | FIN 6   | ULS -   | NAT -   | ESP - |       | 31.º | 5    |
| 1972 | 125cc | Yamaha  | GER 10  | FRA 10  | AUT 16  | NAT -  | IOM - | YUG 6   | NED -  | BEL -   | DDR -   | CZE -   | SWE 6   | FIN 7 | ESP 9 | 12.º | 18   |
| 1972 | 350cc | Yamaha  | GER -   | FRA Ret | AUT -   | NAT -  | IOM - | YUG 6   | NED -  | BEL -   | DDR -   | CZE -   | SWE -   | FIN 7 | ESP - | 19.º | 9    |
| 1973 | 125cc | Yamaha  | FRA 5   | AUT 6   | GER Ret | NAT -  | IOM - | YUG -   | NED 4  | BEL 8   | CZE 6   | SWE Ret | FIN 6   | ESP - |       | 9.º  | 32   |
| 1973 | 250cc | Yamaha  | FRA -   | AUT -   | GER Ret |        | IOM - | YUG 9   | NED 10 | BEL -   | CZE 7   | SWE Ret | FIN 8   | ESP - |       | 20.º | 10   |
| 1974 | 125cc | Yamaha  | FRA -   | GER -   | AUT 9   | NAT 4  |       | NED Ret | BEL -  | SWE 8   |         | CZE -   | YUG -   | ESP 6 |       | 14.º | 13   |
| 1974 | 250cc | Yamaha  |         | GER -   |         | NAT 8  | IOM - | NED Ret | BEL -  | SWE Ret | FIN 7   | CZE -   | YUG Ret | ESP - |       | 25.º | 7    |
| 1974 | 500cc | Yamaha  | FRA -   | GER -   | AUT -   | NAT -  | IOM - | NED -   | BEL -  | SWE -   | FIN Ret | CZE -   |         |       |       | -    | 0    |
| 1976 | 250cc | Yamaha  | FRA DNQ | AUT -   | NAT -   | YUG 16 | IOM - | NED -   | BEL -  | SWE -   | FIN -   | CZE 18  | GER -   | ESP - |       | -    | 0    |

| Color     | Resultado                                                               |
| --------- | ----------------------------------------------------------------------- |
| Oro       | Ganador                                                                 |
| Plata     | 2.ª plaza                                                               |
| Bronce    | 3.ª plaza                                                               |
| Verde     | Finalizó en los puntos                                                  |
| Azul      | Finalizó sin puntos                                                     |
| Azul      | NC - No clasificado                                                     |
| Violeta   | Ret - No terminó (Carrera)                                              |
| Rojo      | DNQ - No se clasificó                                                   |
| Negro     | DSQ - Descalificado                                                     |
| Blanco    | DNS - No empezó (carrera)                                               |
| Blanco    | WD - Retirado (fin de semana)                                           |
| Blanco    | C - Carrera cancelada                                                   |
| Sin color | DNP - Inscrito pero no participó                                        |
| Sin color | INJ - Lesionado                                                         |
| Sin color | EX - Excluido                                                           |
| Estado    | Resultado                                                               |
| Negrita   | Pole position                                                           |
| Cursiva   | Vuelta rápida                                                           |
| †         | Abandona, pero clasifica al completar el porcentaje requerido para ello |